# 藤江正克
藤江 正克（ふじえ まさかつ、1945年 - ）は、日本のロボット工学者。早稲田大学名誉教授。
長く日立製作所でロボット開発に従事し、4足歩行ロボットの歩行機構の新たな方式を発明した。その後は、高齢者向け歩行支援ロボットや脳外科手術支援ロボットなど、医療・福祉分野におけるロボットの開発に取り組んでいる。グローバルCOEプログラム「グローバルロボットアカデミア」拠点リーダー、早稲田大学次世代ロボット研究機構機構長などを歴任。

## 専門
- ロボティクス[2]
- 医療福祉工学[2]
- 知的制御工学[2]
- 生活支援工学[2]
- コンピュータ支援外科学[2]

## 学歴
- 栄光学園中学校・高等学校卒業
- 1969年、早稲田大学理工学部機械工学科卒業[3]
- 1971年、早稲田大学大学院理工学研究科修士課程修了[1][2]
- 1999年、博士（工学）（早稲田大学）[2]

## 職歴
- 1971年: 株式会社日立製作所機械研究所 入社[1][2]
- 1977年: 株式会社日立製作所機械研究所研究員[1][2]
- 1984年: 株式会社日立製作所機械研究所主任研究員[1][2]
- 1995年: 株式会社日立製作所機械研究所主管研究員 医療福祉機器開発プロジェクトリーダー[1][2]
- 1999年: 株式会社日立製作所機械研究所主管研究長 兼 医療福祉機器開発研究室長[1][2]
- 2001年: 早稲田大学理工学術院 教授[2]
- 2016年: 早稲田大学名誉教授

## 教育歴
- 1984年: 東京理科大学（理工学部非常勤講師）[2]
- 1990年: 東京大学（工学部精密機械工学科非常勤講師: 1990 - 1995、大学院先端領域専攻非常勤講師: 2002 - ）[2]
- 1992年: 筑波大学（電子情報工学系客員講師: 1992 - 2001）[2]
- 1999年: 茨城大学（工学部機械工学科非常勤講師: 1999 - 2001）[2]
- 1999年: 大韓民国（KIST/KAIST/ソウル大学客員講師: 1999 - ）[2]
- 2002年: 神戸大学（医学部整形外科非常勤講師: 2002 - )[2]

## 加入学会
- IEEE (Fellow)[2]
- 日本機械学会 (名誉員・フェロー・2010年度副会長)[2]
- 日本ロボット学会 (フェロー・評議員)[2]
- 日本コンピュータ外科学会 (副理事長)[2]
- バイオメカニズム学会 (評議員)[2]
- 日本生活支援工学会 (理事）[2]
- ライフサポート学会 (理事）[2]
- 日本生体医工学会[2]
- 計測自動制御学会[2]

## 国内外の有力な受賞歴
- 1992年: 日本原子力学会賞技術開発賞、「極限作業ロボット」[2]
- 1994年: 注目発明科学技術庁長官賞、「歩行介助装置」[2]
- 1999年: 日本ロボット学会実用化技術賞、「高齢者の自立生活支援のためのコンプライアンス制 御型歩行訓練機の開発」[2]
- 1999年: 日本機械学会賞（技術）「高齢者の日常生活の自立を支援する歩行支援技術の開発」[2]
- 2000年: 日経BP 技術賞「低侵襲脳外科手術戦略システムの開発」[2]
- 2007年: 「今年のロボット」大賞2007 審査委員特別賞（表彰主催団体: 経産省ほか）[2]
- 2008年: IROS Harashima Award for Innovative Technologies (表彰主催団体: IEEE ほか)[2]
- 2012年: IEEE Fellow[2]

ほか受賞歴多数